# Poliedrul lui Steffen
În geometrie poliedrul lui Steffen este un poliedru flexibil descoperit în 1978) de către Klaus Steffen și denumit după el. Se bazează pe octaedrul Bricard, dar, spre deosebire de aceste, nu se autointersectează. Având 9 vârfuri, 21 de laturi și 14 fețe triunghiulare, este cel mai simplu poliedru flexibil care nu se autointersectează. Fețele sale pot fi descompuse în trei subseturi: două pachete de șase triunghi dintr-un octaedru Bricard și încă două triunghiuri (cele două triunghiuri centrale ale desfășuratei prezentate în imagine) care leagă aceste pachete împreună.
Se conformează teoremei tari a burdufului, ceea ce înseamnă că (la fel cu octaedrul Bricard, pe care se bazează) invariantul Dehn⁠(d) rămâne constant în timpul flexării.